# Бокс на літніх Олімпійських іграх 1948
Бокс на літніх Олімпійських іграх 1948

## Загальний медальний залік
| Місце               | Країна                          | Золото | Срібло | Бронза | Загалом |
| ------------------- | ------------------------------- | ------ | ------ | ------ | ------- |
| 1                   | Південно-Африканська Республіка | 2      | 1      | 1      | 4       |
| 2                   | Аргентина                       | 2      | 0      | 1      | 3       |
| 3                   | Угорщина                        | 2      | 0      | 0      | 2       |
| 4                   | Італія                          | 1      | 2      | 2      | 5       |
| 5                   | Чехословаччина                  | 1      | 0      | 0      | 1       |
| 6                   | Велика Британія                 | 0      | 2      | 0      | 2       |
| 7                   | Бельгія                         | 0      | 1      | 0      | 1       |
| 7                   | США                             | 0      | 1      | 0      | 1       |
| 7                   | Швеція                          | 0      | 1      | 0      | 1       |
| 10                  | Данія                           | 0      | 0      | 1      | 1       |
| 10                  | Польща                          | 0      | 0      | 1      | 1       |
| 10                  | Пуерто-Рико                     | 0      | 0      | 1      | 1       |
| 10                  | Південна Корея                  | 0      | 0      | 1      | 1       |
| Загалом (13 збірні) | Загалом (13 збірні)             | 8      | 8      | 8      | 24      |

## Медалісти
| Event                        | Золото                                           | Срібло                                          | Бронза                                       |
| ---------------------------- | ------------------------------------------------ | ----------------------------------------------- | -------------------------------------------- |
| Найлегша вага (до 51 кг)     | Паскуаль Перес · Аргентина                       | Спартако Бандінеллі · Італія                    | Хан Су Анн · Південна Корея                  |
| Легша вага (до 54 кг)        | Тібор Чік · Угорщина                             | Джанбаттіста Зуддас · Італія                    | Хуан Євангеліста Венегас · Пуерто-Рико       |
| Напівлегка вага (до 58 кг)   | Ернесто Форменті · Італія                        | Денніс Шеферд · Південно-Африканська Республіка | Алексій Анткевич · Польща                    |
| Легка вага (до 62 кг)        | Джеральд Дреєр · Південно-Африканська Республіка | Йозеф Візерс · Бельгія                          | Свенд Вад · Данія                            |
| Напівсередня вага (до 67 кг) | Юліус Торма · Чехословаччина                     | Хенк Геррінг · США                              | Алессандро Доттавіо · Італія                 |
| Середня вага (до 73 кг)      | Ласло Папп · Угорщина                            | Джон Райт · Велика Британія                     | Івано Фонтана · Італія                       |
| Напівважка вага (до 80 кг)   | Джордж Гантер · Південно-Африканська Республіка  | Дон Скотт · Велика Британія                     | Мауро Чіа · Аргентина                        |
| Важка вага (понад 80 кг)     | Рафаель Іглесіас · Аргентина                     | Ґуннар Нільссон · Швеція                        | Джон Артур · Південно-Африканська Республіка |